# Плесо (озеро)
Пле́со (Плеса; бел. Пле́са, Плёса) — озеро в Житковичском районе Гомельской области Беларуси, в пойме реки Припять.

## Географическое положение
Располагается в 26 км к юго-востоку от города Житковичи, неподалёку от деревни Хлупин.

## Описание
Озеро представляет собой старицу Припяти, соединённую протоками с другими старицами.
Площадь поверхности водоёма составляет 0,22 км². Длина — 2,1 км, наибольшая ширина — 0,25 км. Длина береговой линии — 4,5 км.
Котловина вытянута с юго-запада на северо-восток. Берега высокие, песчаные, местами поросшие кустарником. Береговая линия извилистая.